# Wintzenheim-Kochersberg
Wintzenheim-Kochersberg je občina v departmaju Bas-Rhin francoske regije Alzacija.
Leta 1990 je v občini živelo 269 oseb oz. 138 oseb/km².